# St. Josef (Bildstock)

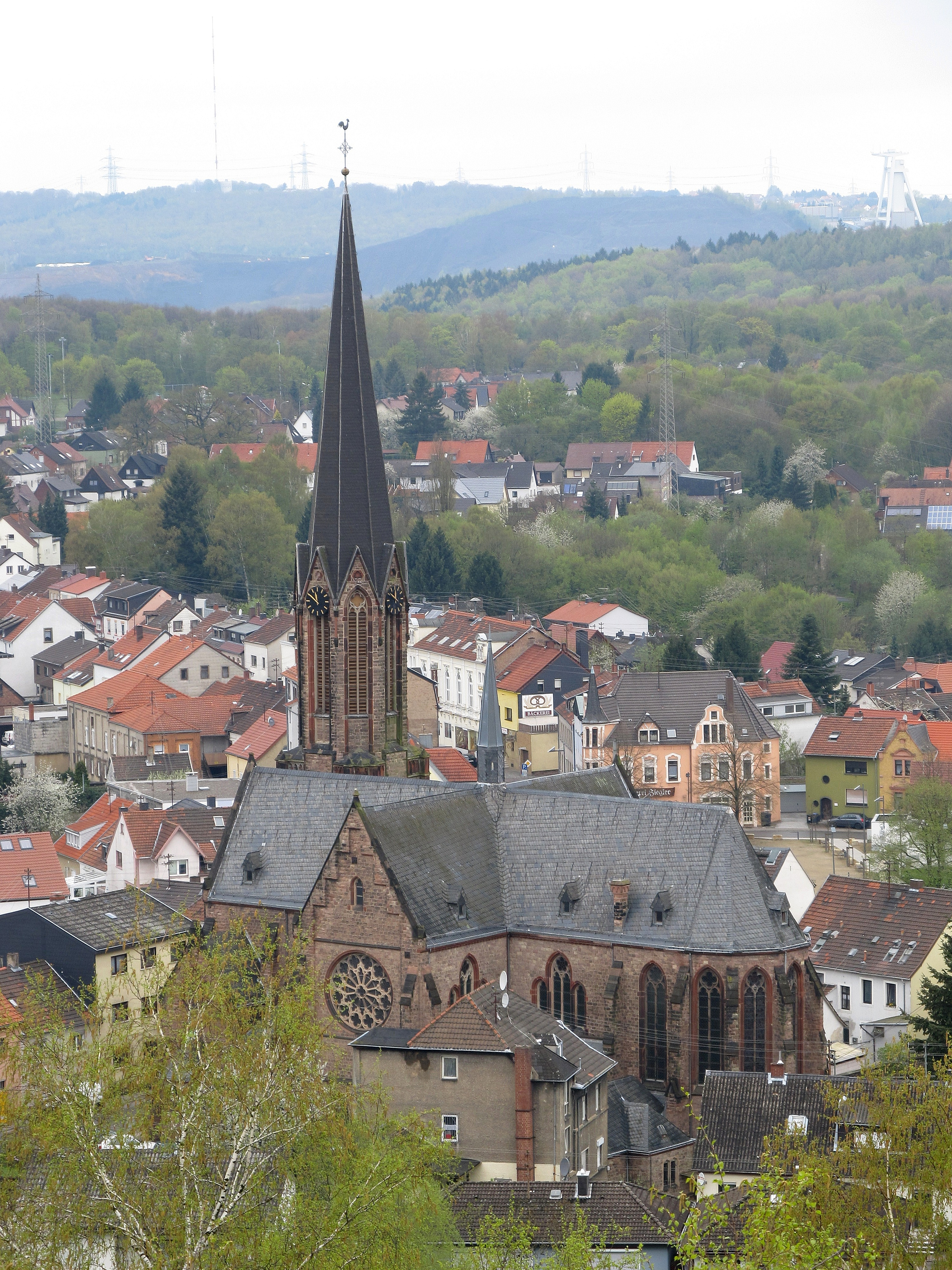
Die Pfarrkirche St. Josef in Bildstock, Blick vom Hoferkopfturm

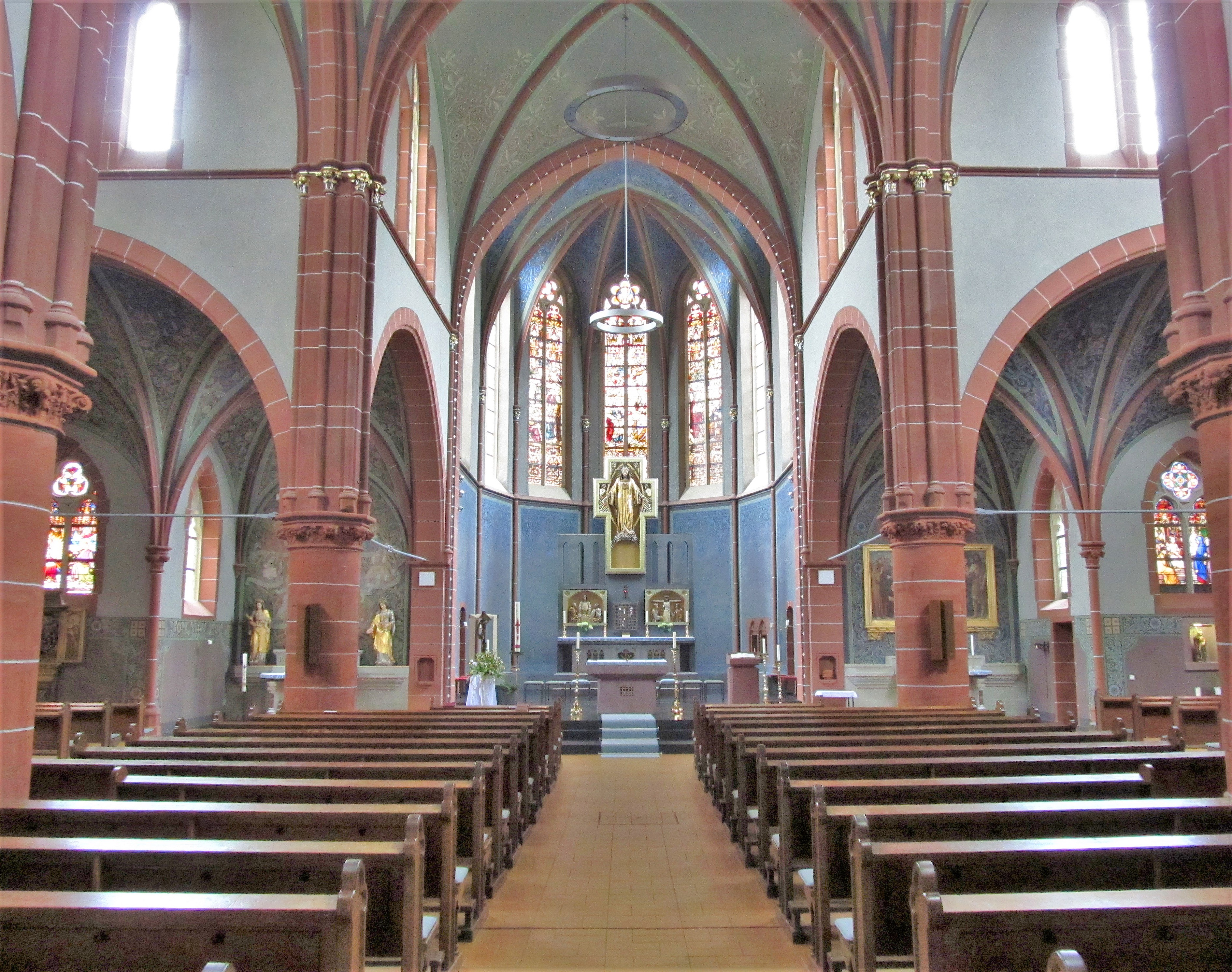
Blick ins Innere der Kirche

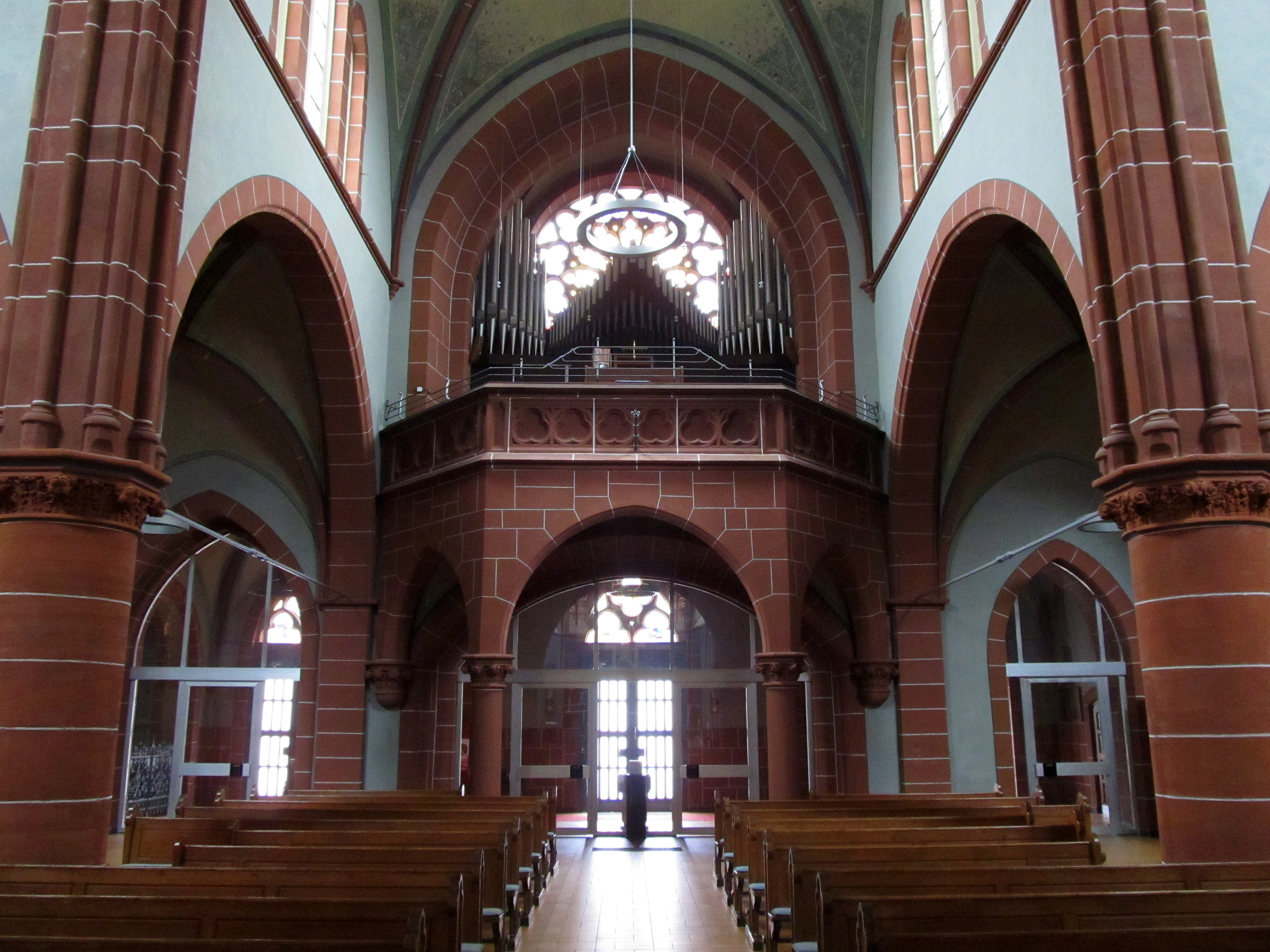
Blick vom Altarraum zur Orgelempore

Die Kirche St. Josef ist eine römisch-katholische Pfarrkirche im saarländischen Bildstock, einem Stadtteil von Friedrichsthal, Regionalverband Saarbrücken. Kirchenpatron ist die heilige Josef.  In der Denkmalliste des Saarlandes ist die Kirche als Einzeldenkmal aufgeführt.

## Geschichte
Die St. Josefskirche wurde in den Jahren 1905 bis 1907 nach Plänen des Architekten Kirchenbaumeister Johann Adam Rüppel (Bonn) im neugotischen Stil errichtet. Für die Ausführung zeichnete Bauunternehmer Christian Karst (Bildstock) verantwortlich. Die Einsegnung der fertiggestellten Kirche fand am 24. November 1907 statt.
Von 1953 bis 1954 wurde das Gotteshaus einer Restaurierung unterzogen. In den Jahren 1971 bis 1972 und im Jahr 2002 erfolgte eine Restaurierung des Turmes. Letztere Maßnahme leitete Architekt Andreas Röder, Firma Zimmer (Friedrichsthal).
Nachdem im Jahr 2007 Teile von alten Wandmalereien freigelegt wurden, kam es von Februar 2008 bis April 2009 zur aufwendigen Restaurierung und Sanierung des Innenraums. Im Rahmen der Restaurierungsmaßnahmen wurden auch Umbauten durchgeführt. So wurde u. a. die Orgel, die sich viele Jahre im nördlichen Querhaus befand, wieder auf ihrem ursprünglichen Platz auf der Empore aufgestellt. Nach Abschluss der Arbeiten wurde die Kirche in einem feierlichen Gottesdienst am Ostermontag, dem 13. April 2009 wieder eröffnet.

## Ausstattung
Zur Ausstattung der Kirche gehören 2008 bis 2009 restaurierte Wand- und Deckengemälde von 1920, der Hochaltar mit Tabernakelstele, in den die noch vorhandenen Teile des alten Hochaltares, wie das große Herz-Jesu-Kreuz, die Bildtafeln mit der Emmaus- und der Kreuzigungsszene und die früheren Altartafeln, integriert wurden, sowie ein Marienaltar, ein Josefsaltar mit Triptychon-Gemälde, ein Theresienaltar und ein Barbara-Altar als Bergmanns- und Kriegergedächtnisaltar von 1922. Des Weiteren befinden sich in der Kirche Statuen der Heiligen Hedwig, Hildegard von Bingen und Werner von Bacharach und ein Auferstehungskreuz, das vordem an der Rückwand des Altarraumes angebracht war und sich heute im nördlichen Querhaus befindet.
Von Georg Kraus stammen die 14 Jugendstil-Kreuzwegstationen mit Preußisch Blau als Grundfarbe.
Die Vorhalle beherbergt eine Taufkapelle.

## Orgel
Die Orgel der Kirche wurde 1930 von der Firma Klais Orgelbau (Bonn) erbaut. Das Instrument verfügt über 35 Register, verteilt auf zwei Manuale und Pedal. Die Spiel- und Registertraktur ist elektrisch. Die Disposition lautet wie folgt:
| I Hauptwerk C–g3 |                  |       |
| 1.               | Bordun           | 16′   |
| 2.               | Prinzipal        | 8′    |
| 3.               | Offenflöte       | 8′    |
| 4.               | Nachthorngedackt | 8′    |
| 5.               | Dulciana         | 8′    |
| 6.               | Oktave           | 4′    |
| 7.               | Blockflöte       | 4′    |
| 8.               | Nasard           | 2 ⁄3′ |
| 9.               | Gemshorn         | 2′    |
| 10.              | Mixtur IV        |       |
| 11.              | Progressia III   |       |
| 12.              | Trompete         | 8′    |
| 13.              | Kopfregal        | 4′    |

| II Schwellwerk C–g3 |                  |     |
| 14.                 | Stillgedackt     | 16′ |
| 15.                 | Geigendprinzipal | 8′  |
| 16.                 | Rohrflöte        | 8′  |
| 17.                 | Salicional       | 8′  |
| 18.                 | Vox Coelestis    | 8′  |
| 19.                 | Quintadena       | 8′  |
| 20.                 | Praestant        | 4′  |
| 21.                 | Querflöte        | 4′  |
| 22.                 | Nachthorn        | 2′  |
| 23.                 | Sesquialter II   |     |
| 24.                 | Zymbel III-IV    |     |
| 25.                 | Krummhorn        | 8′  |
| 26.                 | Oboe             | 4′  |

| Pedal C–f1 |                 |         |
| 27.        | Prinzipalbaß    | 16′     |
| 28.        | Subbaß          | 16′     |
| 29.        | Echobaß         | 16′     |
| 30.        | Quintbaß        | 10 2⁄3′ |
| 31.        | Oktavbaß        | 8′      |
| 32.        | Baßflöte        | 8′      |
| 33.        | Gedacktpommer   | 4′      |
| 34.        | Rauschpfeife IV |         |
| 35.        | Posaune         | 16′     |

- Koppeln: II/I, I/P, II/P